# Анн Лакатон
Анн Лакатон (нар. 2 серпня 1955) — французька архітекторка й педагог. Керує Lacaton & Vassal разом із Жаном-Філіппом Вассалом, з яким отримала Прітцкерівську премію у 2021 році.

## Молодість і освіта
Анн Лакатон народилася в Сен-Парду-ла-Рив'єр 2 серпня 1955 року. Закінчила факультет архітектури в École nationale supérieure d'architecture et de paysage de Bordeaux (Вища національна школа архітектури й пейзажу в Бордо) і отримала ступінь магістра з міського планування в Університеті Бордо в 1984 році. Лакатон часто відвідувала Вассала в Нігері, і працювала там архітекторкою і містобудівницею; вони збудували свій перший спільний проєкт — солом'яну хатину.

## Архітектурна практика
У 1987 році Лакатон створила компанію Lacaton & Vassal разом із Жаном-Філіппом Вассалом. Компанія спочатку базувалася в Бордо, а у 2000 році переїхала до Парижа. Робота Lacaton & Vassal зосереджена на здешевленому будівництві. Велика кількість проєктів є гібридом між сучасною концепцією будівництва та більш різноманітними техніками, що порушує стандартну практику будівельних підрядників.
У 2001 році фірма відремонтувала музей сучасного мистецтва Токійський палац у Парижі. У 2003 році цей проєкт, повністю реконструйований будинок у стилі ар-деко біля Сени, увійшов до короткого списку премії Міса ЄС.
2005 року компанія Lacaton & Vassal та архітектор Фредерік Дрюо були обрані для реконструкції Тур Буа-ле-Претр, 17-поверхової житлової будівлі на північній околиці Парижа. Вона була спроєктована архітектором Раймондом Лопесом у 1957 році. Команда зрізала більшу частину товстих фасадних панелей, встановивши на їх місці балкони та великі розсувні вікна, впустивши у квартири більше природного світла. Юніти також були розширені та відкриті, і фірма встановила нову сантехніку, ванні кімнати, вентиляцію та електричні системи. У 2013 році проєкт отримав друге місце в номінації «Дизайн року» від Музею дизайну Великої Британії, ставши першим у категорії «архітектура».

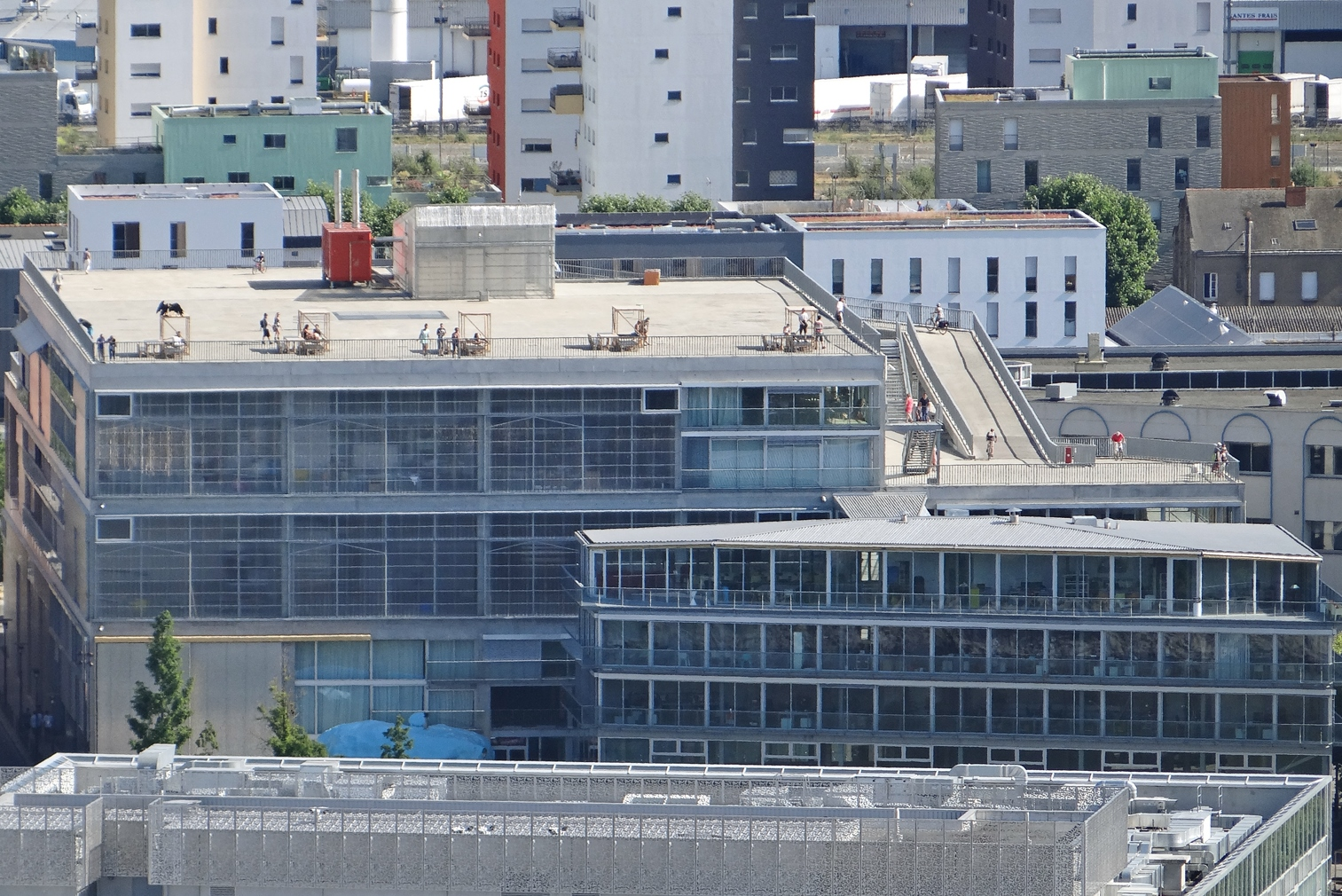
Школа архітектури, Нант

Компанія також працювала з Національною школою архітектури у Нанті; проєктом колекції мистецтва FRAC Норд-Пас-де-Кале у Дюнкерку; житловою будівлею Cap Ferret в Cap Ferret, і Гранд Парк Бордо (з Фредеріком Дрюо та Крістофом Гутеном). Останній проєкт став переможцем у нагороді ЄС Міса 2019 за найкращу сучасну архітектуру в Європі.
Lacaton & Vassal працювали з Фредеріком Дрюо над проєктами сталого житлового будівництва, переосмислюючи старе соціальне житло епохи 1960-х років у проєкті під назвою Плюс. Плюс — це ініціатива переобладнати старе соціальне житло в кращі житлові будинки. Вони опублікували літературу про проєкт.

## Академічна кар'єра
Лакатон була запрошеним професором у Вищій технічній школі архітектури Мадрида (2007—2013); Федеральній політехнічній школі Лозанни (2004, 2006, 2010—2011 та 2017—2018); Університеті Флориди (2012); Університеті штату Нью-Йорк у Буффало (2013); Pavillon Neuflize OBC-Palais de Tokyo у Парижі (2013—2014); і у Гарвардському університеті. У 2017 році Лакатон була призначена доценткою кафедри архітектури та дизайну Федеральної вищої технічної школи Цюриха.
Її академічне викладання зосереджено на ідеологічному та соціально-політичному підході до архітектури. Проєкти та конструкції Анн Лакатон призначені для використання людиною, а не для демонстрації, зацікавлених і залучених людей. Її проєкти спрямовані на сприяння участі користувачів, наприклад мешканців територій, які перебудовуються. Анн Лакатон була членом журі премії «Денне світло» у 2020 та 2022 роках.

## Нагороди

### Lacaton & Vassal
- Переможці конкурсу «Молоді архітектурні альбоми»., Франція — 1991[22]
- Гран-прі National d'Architecture Jeune Talent, Франція — 1999[22]
- Премія Еріха Шеллінга − 2006[22]
- Фонд Еріха Шеллінга, нагорода Карлсруе «Стійкість та житлові інновації», місто Мадрид — 2006[22]
- Міжнародна стипендія Королівського інституту британських архітекторів у 2009 р.[23]
- Гран-прі National de l'architecture 2008[24]
- Париж, Франція Премія Срібна площа (разом з Фредеріком Друо) — 2011[22]
- Паризька премія «Денне світло». — 2011[22]
- Дизайн року, категорія архітектура (разом з Фредеріком Друо) — 2013[22]
- Премія Рольфа Шока в галузі образотворчого мистецтва 2014 року[25]
- Життєві досягнення — Трієнале архітектури в Лісабоні — 2016[22]
- Академія архітектури Франції — Золота медаль — 2016[22]
- Архітектурна премія Саймона/Фонд Міса Ван дер Рое — Життя (разом з Фредеріком Друо) — 2016[22]
- Медаль Генріха Тессенова в 2016 році[26][22]
- Глобальна нагорода за стійку архітектуру (разом з Фредеріком Друо) у 2018 році[27]
- Премія Міс ван дер Рое в 2019 році[16]
- Прітцкерівська архітектурна премія у 2021 році[6]